# Rockdale (Illinois)
Rockdale – wieś w Stanach Zjednoczonych, w stanie Illinois, w hrabstwie Will.